# Xe đạp tại Đại hội Thể thao Đông Nam Á 2023
Xe đạp là một trong những môn thể thao được tranh tài tại Đại hội Thể thao Đông Nam Á 2023 ở Campuchia. Bộ môn Xe đạp tại kỳ SEA Games 32 lần này sẽ diễn ra từ ngày 6 tới ngày 13 tháng 5 năm 2023.

## Nội dung thi đấu
Môn đua xe đạp SEA Games 32 có hai phân môn là xe đạp địa hình và xe đạp đường trường với 9 nội dung gồm đường trường 4 nội dung (tính giờ cá nhân nam, nữ, xuất phát đồng hành cá nhân nam, nữ) và địa hình 5 nội dung (đổ đèo cá nhân nam, nữ; băng đồng Olympic nam, nữ; băng đồng tiếp sức đồng đội nam nữ).

## Chương trình thi đấu
| Ngày | Giờ           | Nội dung                        | Ghi chú          |
| ---- | ------------- | ------------------------------- | ---------------- |
| 06/5 | 09:00 - 10:30 | Băng đồng Olympic nam           | Chung kết        |
| 06/5 | 10:30 - 12:00 | Băng đồng Olympic nữ            | Chung kết        |
| 07/5 | 09:00 - 10:00 | Băng đồng tiếp sức nam - nữ     | Chung kết        |
| 08/5 | 09:00 - 10:00 | Băng đồng loại dần nam - nữ     | Vòng loại        |
| 08/5 | 10:30 - 11:30 | Băng đồng loại dần nam - nữ     | Tứ kết - bán kết |
| 08/5 | 11:30 - 12:00 | Băng đồng loại dần nam - nữ     | Chung kết        |
| 11/5 | 09:00 - 10:30 | Tính giờ cá nhân nam            | Chung kết        |
| 11/5 | 10:30 - 12:00 | tính giờ cá nhân nữ             | Chung kết        |
| 12/5 | 09:00 - 14:00 | Xuất phát đồng hành cá nhân nam |                  |
| 13/5 | 09:00 - 14:00 | Xuất phát đồng hành cá nhân nữ  |                  |

## Bảng tổng sắp huy chương
| Hạng               | Đoàn               | Vàng | Bạc | Đồng | Tổng số |
| ------------------ | ------------------ | ---- | --- | ---- | ------- |
| 1                  | Indonesia          | 5    | 2   | 1    | 8       |
| 2                  | Thái Lan           | 2    | 2   | 2    | 6       |
| 3                  | Malaysia           | 1    | 2   | 2    | 5       |
| 4                  | Việt Nam           | 1    | 1   | 0    | 2       |
| 5                  | Philippines        | 0    | 1   | 3    | 4       |
| 6                  | Campuchia          | 0    | 1   | 1    | 2       |
| Tổng số (6 đơn vị) | Tổng số (6 đơn vị) | 9    | 9   | 9    | 27      |

## Danh sách huy chương

### Xe đạp địa hình
| Nội dung                    | Vàng                                                                             | Bạc                                                                                                | Đồng |
| --------------------------- | -------------------------------------------------------------------------------- | -------------------------------------------------------------------------------------------------- | --- |
| Băng đồng Olympic nam       | Feri Yudoyono · Indonesia                                                        | Zaenal Fanani · Indonesia                                                                          | Khim Menglong · Campuchia |
| Băng đồng Olympic nữ        | Sayu Bella Sukma Dewi · Indonesia                                                | Nur Assyria Zainal Abidin · Malaysia                                                               | Yonthanan Phonkla · Thái Lan |
| Băng đồng loại dần nam      | Methasit Boonsane · Thái Lan                                                     | Khim MengLong · Campuchia                                                                          | Ihza Muhammad · Indonesia |
| Băng đồng loại dần nữ       | Dara Natifah · Indonesia                                                         | Ariana Thea Patrice Avangelista Dormitorio · Philippines                                           | Warinthorn Phetpraphan · Thái Lan |
| Băng đồng tiếp sức nam - nữ | Dara Natifah · Feri Yudoyono · Sayu Bella Sukma Dewi · Zaenal Fanani · Indonesia | Keerati Sukprasart · Phunsiri Sirimongkhon · Supuksorn Nuntana · Warinthorn Phetpraphan · Thái Lan | Ariana Thea Patrice Avangelista Dormitorio · Edmhel John Rivera Flores · Jerico Cruz Rivera · Shagne Paula Hermosilla Yaoyao · Philippines |

### Xe  đạp đường trường
| Nội dung                        | Vàng                                    | Bạc                                     | Đồng                                |
| ------------------------------- | --------------------------------------- | --------------------------------------- | ----------------------------------- |
| Tính giờ cá nhân nam            | Terry Yudha Kusuma · Indonesia          | Nur Amirul Fakhruddin Mazuki · Malaysia | Ronald Oranza · Philippines         |
| Tính giờ cá nhân nữ             | Jutatip Maneephan · Thái Lan            | Nguyễn Thị Thật · Việt Nam              | Nur Aisyah Mohamad Zubir · Malaysia |
| Xuất phát đồng hành cá nhân nam | Nur Amirul Fakhruddin Mazuki · Malaysia | Aiman Cahyadi · Indonesia               | Ronald Oranza · Philippines         |
| Xuất phát đồng hành cá nhân nữ  | Nguyễn Thị Thật · Việt Nam              | Jutatip Maneephan · Thái Lan            | Nur Aisyah Mohamad Zubir · Malaysia |